# Partido Alto

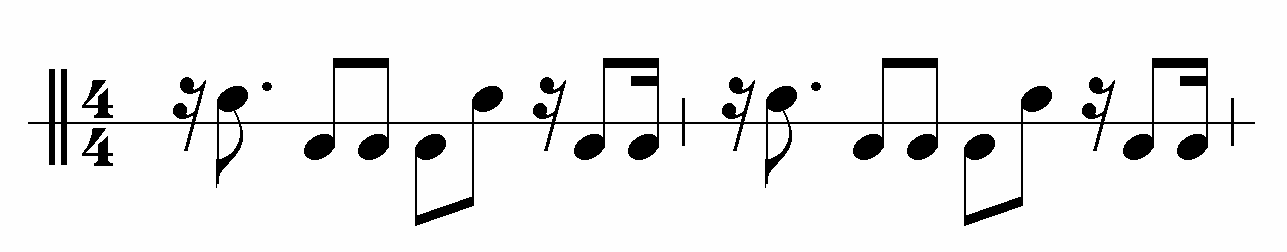
Partido Alto

Partido alto är en typ av samba med vissa särdrag och utvecklades ur samban för att spelas i en mindre ensemble.